# Cinctus gabinus
Le cinctus Gabinus était une façon de porter la toge qui serait originaire de la ville latine de Gabii,. 
Elle faisait partie de la tenue sacerdotale étrusque . La particularité de ce vêtement consistait à nouer le pardessus sur les hanches sans lier les bras permettant ainsi leur libre usage , lorsque la toge était portée pendant le combat et lors de certains contextes religieux, en particulier ceux impliquant l'utilisation de la toge pour couvrir la tête (capite velato). Il était porté lors des déclarations de guerre romaines et également utilisé par le prêtre ou le fonctionnaire chargé de guider la charrue créant le sulcus primigenius lors des rituels à la fondation de nouvelles colonies. En latin, cinctus Gabinus pourrait désigner la sangle ou l'ensemble de la toge ainsi portée. Dans les contextes religieux, on disait également qu'une telle toge était portée ritu Gabino (« Drapé à la gabienne »).